# Talsperre Poio
Die Talsperre Poio (portugiesisch Barragem do Poio) liegt in der Region Alentejo Portugals im Distrikt Portalegre. Sie staut den Nisa, einen linken (südlichen) Nebenfluss des Tejo zu einem Stausee auf. Die Kleinstadt Nisa befindet sich ungefähr vier Kilometer westlich der Talsperre.
Mit dem Projekt zur Errichtung der Talsperre wurde im Jahre 1926 begonnen. Der Bau wurde 1932 fertiggestellt. Die Talsperre dient der Stromerzeugung. Sie ist im Besitz von HIDROTEJO, Hidroeléctrica do Tejo, SA.

## Absperrbauwerk
Das Absperrbauwerk ist eine Gewichtsstaumauer aus Beton mit einer Höhe von 18 m über der Gründungssohle (15 m über dem Flussbett). Die Länge der Mauerkrone beträgt 278 m. Das Volumen der Staumauer umfasst 8.000 m³.
Die Staumauer verfügt sowohl über einen Grundablass als auch über eine Hochwasserentlastung mit vier Toren. Über die Hochwasserentlastung können maximal 110 m³/s abgeleitet werden.

## Stausee
Beim normalen Stauziel erstreckt sich der Stausee über eine Fläche von rund 1,1 km² und fasst 6,4 Mio. m³ Wasser – davon können 4,6 Mio. m³ genutzt werden.

## Kraftwerk
Das Kraftwerk Poio ist mit einer installierten Leistung von 1,5 MW eines der kleinsten Wasserkraftwerke in Portugal. Die durchschnittliche Jahreserzeugung liegt bei 4,8 Mio. kWh. Es sind zwei Francis-Turbinen installiert.